# Triple embalaje
En el transporte de muestras de materias biológicas de la categoría B (UN 3373), que pueden ser o son infecciosas, o de categoría A (UN 2814 y UN 2900), que son materias infecciosas de alto riesgo, se emplea un sistema de triple embalaje con el fin de garantizar la integridad de las muestras y, en caso de accidente, minimizar la exposición a estas por parte de personas y medio ambiente. Según la Instrucción de Embalaje P650 del Acuerdo ADR (Instrucción de Embalaje P620 para muestras de categoría A), consta de tres tipos de recipientes: 

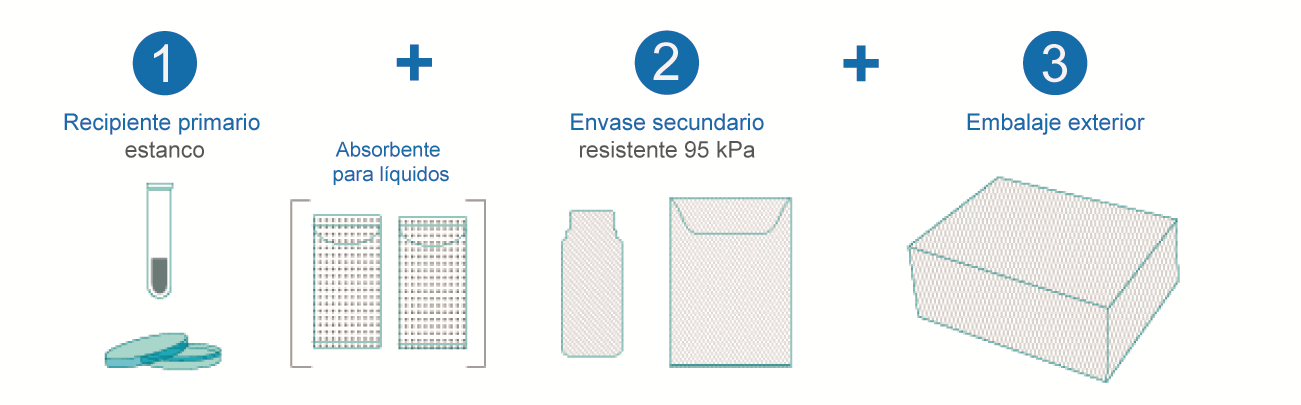
Esquema del sistema de triple embalaje para el envío de materias infecciosas

## Recipientes primarios
Contienen las muestras y obligatoriamente deben ser estancos. En caso de contener muestras líquidas, deberá colocarse material absorbente (polímero tecnológico), entre este y el envase secundario, con capacidad suficiente para absorber la totalidad del contenido en caso de rotura. Por ejemplo: tubos de muestras, placas de Petri, botes de orina, etc.

## Envases secundarios
Contiene y protege cualquier recipiente primario con muestras y debe soportar una presión interna de 95kPa.  Estos envases pueden ser flexibles o rígidos y cuentan con cierres de seguridad. En el caso de los flexibles son termosellados y acompañados de una bolsa canguro exterior para incluir la documentación. Permite la colocación de una extensa variedad de gradillas con los recipientes primarios sin ninguna manipulación posterior, facilitando el workflow y manteniendo la bioseguridad. Puede alojarse con un enfriador de temperatura variable que distribuya el frío de manera uniforme. Está dotado de suficiente material absorbente (polímero tecnológico) para retener cualquier líquido en caso de la rotura del recipiente primario. Debe ser apilable y de fácil limpieza y esterilización.

## Embalaje exterior
Es un embalaje rígido y robusto para proteger los envase secundarios y los recipientes primarios ante posibles daños durante el transporte.  Incluye elementos de estabilidad para garantizar la correcta posición y seguridad de estos y todos los pictogramas requeridos para su transporte. Debe disponer de un sistema de etiquetado reversible y configurable para clasificar el tipo de muestra a enviar. Los materiales de fabricación deben proporcionarle una larga vida útil y que permitan su limpieza y mantenimiento.